# Granaderos a Caballo de la Guardia Imperial
Los Granaderos a Caballo de la Guardia Imperial (en francés: Grenadiers à Cheval de la Garde Impériale) constituyeron un regimiento de caballería pesada en el Consulado, luego la Guardia Imperial durante el Consulado Francés y el Primer Imperio Francés respectivamente. Eran el regimiento de caballería más antiguo de la "Vieja Guardia" de la Guardia Imperial y a partir de 1806 fueron brigadistas junto con los Dragones de la Garde Impériale.
Los granaderos, que formaban parte de la Guardia Consular Republicana, se convirtieron en el regimiento de caballería pesada de la "Vieja Guardia" cuando se fundó la Guardia Imperial, en 1804. Su máxima dotación oficial era de poco más de 1100 oficiales y soldados, comandados por un general de división o un experimentado general de brigada, con algunos de los más famosos caballeros de la época como comandante.
Raramente comprometidos en la batalla durante las Guerras napoleónicas, se mantuvieron normalmente en reserva, junto al Emperador, durante las batallas más importantes de 1804-1815. Cuando se les envió a la acción, como en las batallas de Marengo, Austerlitz, Eylau, Hanau o Waterloo, así como en varias acciones de 1814, los resultados fueron generalmente impresionantes. El regimiento fue disuelto en 1815, tras la caída de Napoleón y la segunda restauración borbónica.

## Orígenes y organización

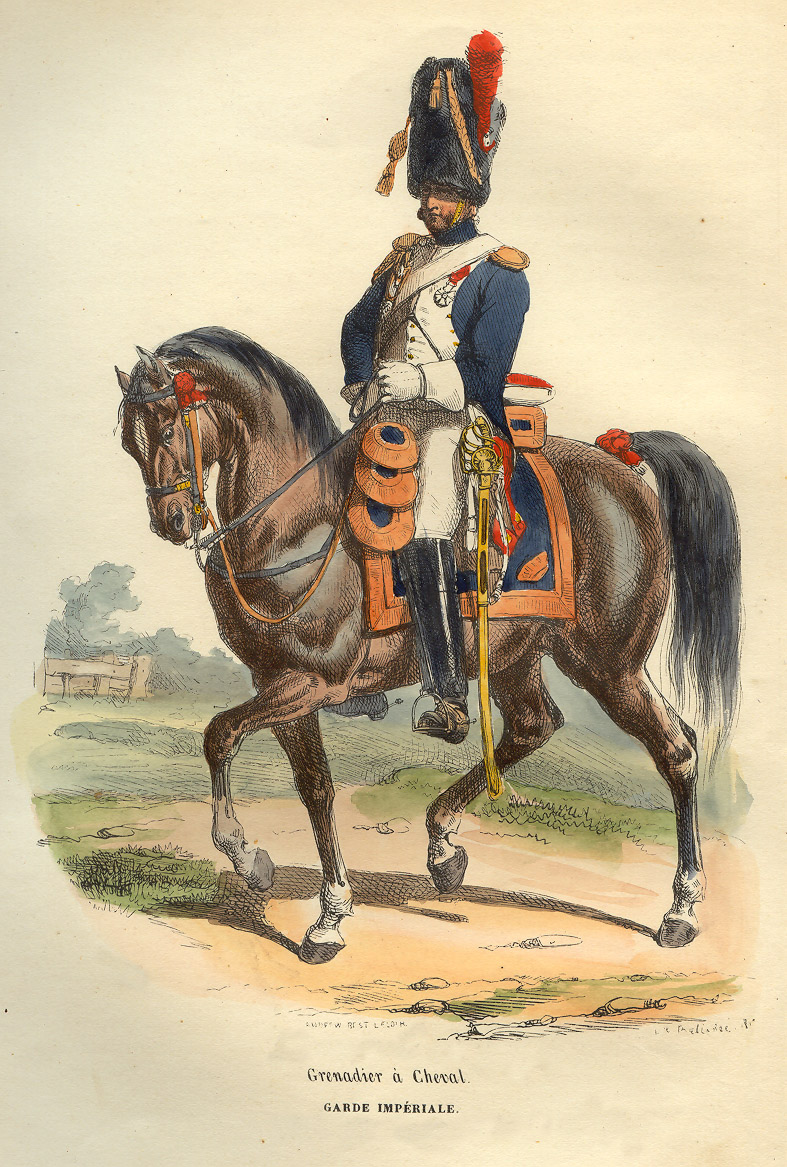
Un granadero a caballo

Los orígenes de los Granaderos de Caballos de Guardia se remontan a la Constitución del Año III, que preveía la organización de una guardia para el Directorio Francés. Dentro de esta guardia, se formó un regimiento de caballería y la mayoría de los caballeros fueron seleccionados de entre los 9 dragones. Sin embargo, los guardias a caballo no entraron en servicio hasta 1796 y un reglamento de 1797 establecía que los guardias debían llamarse "granaderos". La siguiente gran reorganización llegó con el Consulado Francés, sólo unos días después del Golpe de Estado del 18 de brumario de 1799. Esta reorganización reorganizó el estado mayor del regimiento y dio su mando al chef de brigada (coronel) Michel Ordener, asistido por tres chefs d'escadron (comandantes de escuadrón). Otras reorganizaciones en 1801 y 1802 se llevaron a cabo bajo la supervisión del general Jean-Baptiste Bessières, llevando el regimiento a cuatro escuadras de dos compañías cada una e integrándolo en la recién creada Guardia Consular, con el estado mayor del regimiento también ampliado.
El 18 de mayo de 1804, con la creación de la Guardia Imperial, el regimiento de granaderos a caballo se integró en esta unidad recién creada. Un decreto de julio de ese año establecía que el estado mayor del regimiento se ampliaría a 32 hombres y que el regimiento se organizaría en cuatro escuadras de dos compañías cada una, con 123 hombres en cada compañía, para un total de 1016 oficiales y hombres. Al año siguiente, se añadieron dos escuadras de vélites, con un total de 800 hombres, así como un comandante en segundo lugar (vicecomandante). Los dos escuadrones de vélites no se disolverían hasta agosto de 1811, y los hombres se reorganizaron en un regimiento de 5 escuadrones, con un total de 1250 hombres. Justo antes de la campaña rusa se llevó a cabo una nueva reorganización, con lo que el número de escuadrones se redujo a cuatro. En enero de 1813, después del desastre ruso, el regimiento fue reorganizado una vez más, con la adición de un quinto y luego un sexto escuadrón de 2 compañías cada uno. Estas dos escuadras fueron consideradas como Guardia Joven y también se las conoció como el 2º regimiento de Grenadiers à Cheval. Durante la guerra de la Sexta Coalición el regimiento lucharía en este formato, con cada una de las cuatro escuadras de la Vieja Guardia formada por 2 compañías, 124 oficiales y hombres cada una.
Tras la abdicación del emperador Napoleón I en 1814, los Borbones restaurados planearon borrar la identidad de este regimiento pidiendo al mariscal Michel Ney que se disolviera y luego reorganizara a los hombres en un nuevo regimiento llamado cuirassiers de France, que incluía 4 escuadrones. Los hombres que habían formado la 6.ª escuadra original de la Guardia Joven fueron aparentemente todos transferidos a los Carabiniers-à-Cheval. Con el regreso de Napoleón durante los Cien Días, el regimiento se transformó de nuevo en los Granaderos a Caballo de la Guardia Imperial y tras la caída de Napoleón, el regimiento se disolvió definitivamente el 25 de noviembre de 1815.

## Comandantes
El regimiento Grenadiers à Cheval era comandado por un general de división, que tenía el título de colonel commandant (coronel comandante), asistido por un general de brigada, que tenía el título de colonel-major (coronel mayor), también llamado major en premier (primer mayor), él mismo asistido por un general o coronel, con el título de mayor en second (segundo mayor).
El 18 de julio de 1800, cuando Bessières fue llamado a tomar el mando general de toda la Caballería de la Guardia Consular, el experimentado coronel Ordener tomó el mando del regimiento de granaderos a caballo, mando que este último mantendría hasta el 20 de mayo de 1806, cuando se retiró del servicio activo. En 1806, con la creación de un segundo regimiento de caballería pesada en la Guardia, los 'Dragones de la Emperatriz', se formó una brigada de caballería pesada que se puso bajo el mando de un general de división. El mando se le daría a un jinete superior, el general Walther, veterano de las Guerras Revolucionarias Francesas, que comandaría la unidad hasta su muerte, el 24 de noviembre de 1813. Su sucesor sería Claude Etienne Guyot, de 45 años, quien comandaría la brigada hasta la caída del Imperio en julio de 1815. Durante este período, el comandante más destacado del regimiento sería Louis Lepic, comandante como colonel-major.

## Batallas

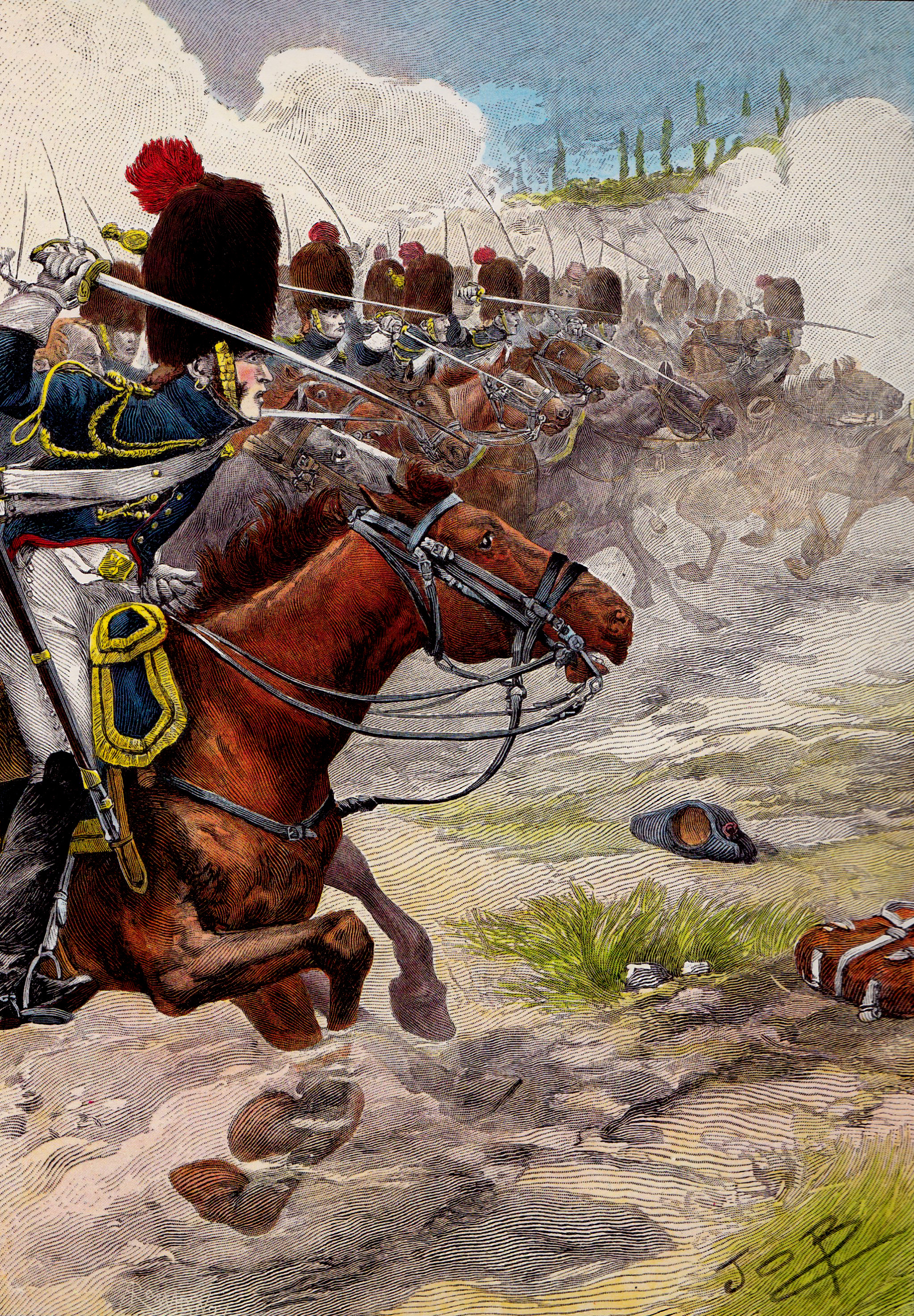
Carga de los Grenadiers à cheval en Marengo, 1800.

### Guerra de la Segunda Coalición
El primer compromiso real de la unidad tuvo lugar en circunstancias dramáticas durante la Guerra de la Segunda Coalición, en Marengo. Mientras el Primer Cónsul Napoleón Bonaparte perdía la batalla contra los austriacos, la división francesa de Luis Desaix apareció en el campo de batalla. Mientras los hombres de Desaix cargaban, dos cargas de caballería separadas ayudaron a cambiar el curso de la batalla: La brigada de Kellermann se desplegó a la derecha austriaca, antes de cargar y romper todo lo que se interpusiera en su camino, y a la izquierda austriaca Bessières organizó una carga masiva con toda la caballería de la Guardia Consular y aumentó el pánico y la huida de las tropas enemigas. Después de la batalla, Bessières recibió grandes elogios por sus acciones del Primer Cónsul, que dijo al general: "Bajo su mando, la Guardia se cubrió de gloria; no podría haberse desempeñado mejor en las circunstancias dadas." Poco más de un mes después de la batalla, el mando del regimiento fue tomado por el coronel de Lorainer Michel Ordener.

### Guerra de la Tercera Coalición

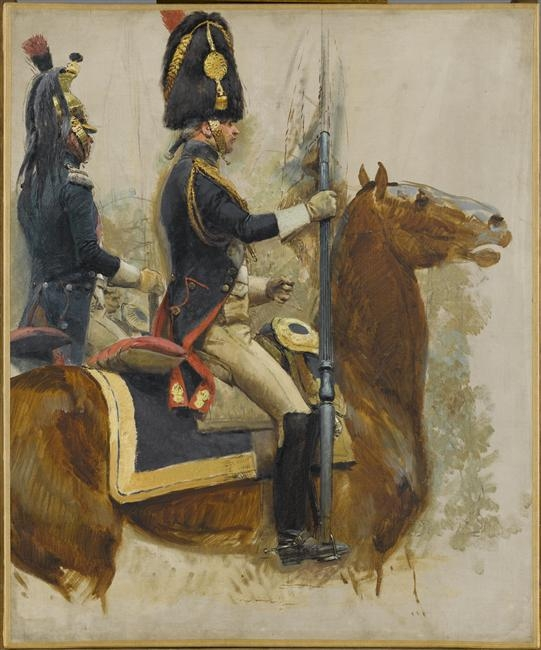
Oficial de los Grenadier à cheval officer

Pasarían cinco años antes del siguiente enfrentamiento de los granaderos, que tuvo lugar durante la Guerra de la Tercera Coalición. Cuando estalló la guerra con Rusia y Austria, los granaderos a caballo, que ahora formaban parte de la Guardia Imperial, cruzaron el Rin hacia Alemania el 1 de octubre de 1805. Diez días después, estuvieron en Augsburgo y el 20 de octubre estuvieron presentes en la rendición de Ulm. Verían su única acción importante durante esta campaña el 2 de diciembre, en la meseta de Pratzen, en la batalla de Austerlitz. Durante esta batalla, Napoleón había planeado romper el centro austro-ruso y así dividir sus fuerzas. El plan estaba en marcha hacia media mañana, pero una situación potencialmente peligrosa para los franceses se produjo cuando la Guardia Imperial Rusa del Gran Duque Constantino llegó y atacó a los franceses desde la división de Vandamme en torno a Stary Vinohrady ('los viejos viñedos'). Al principio, un batallón del regimiento francés de 4.ª línea fue atrapado en una posición desventajosa y roto por la caballería de la Guardia Rusa apoyada por la artillería, con el batallón francés perdiendo su águila y más de 400 hombres. Entonces, el 24º regimiento ligero, que se acercaba en apoyo del 4.º, también fue arrojado de vuelta en desorden. Fue en este momento que Napoleón envió su Caballería de Guardia: 4 escuadrones, 423 hombres, del regimiento de Chasseurs à Cheval y mamelucos y 4 escuadrones, 706 hombres, del regimiento de Granaderos à Cheval, con una batería de artillería a caballo de guardia en apoyo. Los granaderos cargaron enfrentándose con el regimiento de la Guardia de Caballería Rusos. Tras una breve melé, los granaderos a caballo rompieron al oponente, infligiendo fuertes bajas y capturando a más de 200 hombres, a su comandante -Príncipe Repnin- con su estado mayor, así como 27 piezas de artillería, con la pérdida de 2 muertos y 22 heridos (entre los cuales 6 oficiales heridos).

### Guerra de la Cuarta Coalición

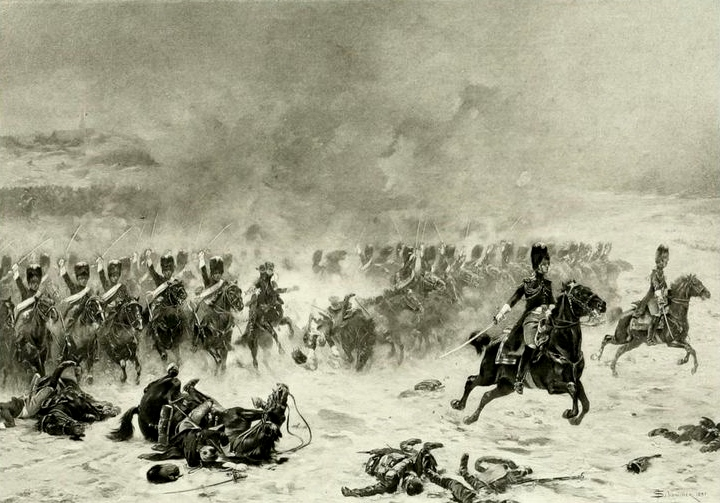
El Coronel Lepic cargando a la cabeza de los Granaderos a Caballo en Eylau.

En mayo de 1806, el general Walther reemplazó a Ordener. Debido a su antigüedad, Walther era también el segundo al mando de toda la caballería de la Guardia y ejercía este mando cuando el mariscal Bessières no estaba disponible para el servicio. La campaña de avance de 1806 contra Prusia continuó sin que el regimiento viera ninguna acción. Sin embargo, la guerra continuó al año siguiente en Polonia, con los franceses persiguiendo al ejército ruso.
El rigor del invierno polaco, las malas carreteras y la extrema pobreza de ciertas regiones trajeron consigo una considerable miseria para ambas partes y hicieron imposible un reconocimiento adecuado. Después de algunas maniobras iniciales y pequeños compromisos, la primera gran batalla tuvo lugar en Eylau. Aquí, el Grande Armée dio batalla, a pesar de estar superado en número y de que los refuerzos esperados no se materializaron, la posición de Napoleón parecía cada vez más peligrosa. El emperador ordenó entonces al mariscal Murat que lanzara toda la caballería de reserva a una carga masiva. Al principio, Murat dirigió dos divisiones de dragones y una de coraceros, y estos hombres atravesaron la línea rusa y continuaron más allá, sólo para encontrarse detrás de las líneas enemigas y en serio peligro de ser rodeados. Como resultado, el Emperador ordenó al Mariscal Bessières que ayudara a la caballería de reserva varada y así se produjo una segunda carga de caballería, encabezada por los Chasseurs à Cheval y seguida por la caballería pesada del 5º cuirassiers y Grenadiers à Cheval. Al mando de los granaderos a caballo estaba el coronel Lepic que dirigió magníficamente dos escuadrones del regimiento, mientras asaltaban la primera y segunda línea rusa, deteniéndose sólo frente a las reservas enemigas. Cuando el puñado de granaderos a caballo llegó al frente de esta tercera línea enemiga, estaban casi rodeados y los rusos exigieron de inmediato que se rindieran. Lepic contestó desafiante y ordenó inmediatamente la carga, abriéndose camino hasta sus propias líneas. El regimiento perdió 4 oficiales muertos y 14 oficiales heridos, así como un número considerable de soldados, pero la carga de la Caballería de la Guardia permitió a sus compañeros de la caballería de reserva romper su cerco y volver a sus posiciones originales. Los franceses continuaron con la batalla de Eylau más tarde esa noche.

### La península
Al año siguiente, estalló la Guerra Peninsular y los Grenadiers à Cheval, junto con dos regimientos de infantería de la Guardia Joven recién creados y algunos artilleros de la Guardia, formaron parte del 2.º Cuerpo del Ejército de España de Bessières, y estuvieron presentes en Madrid durante el Levantamiento del 2 de Mayo, donde fue herido su primer cirujano, Gauthier. Luego hicieron campaña en el noroeste del país. El 14 de julio, Bessières, con unos 14 000 hombres, se enfrentó a dos cuerpos españoles masivos de unos 22 000 hombres, no muy lejos de Valladolid. Algunos escuadrones del regimiento vieron una acción breve pero decisiva en la Batalla de Medina de Ríoseco, ya que apoyaron el ataque de la infantería del general Merle, que repelió a los españoles en Medina y más allá, ganando la batalla.

### Guerra de la Quinta Coalición

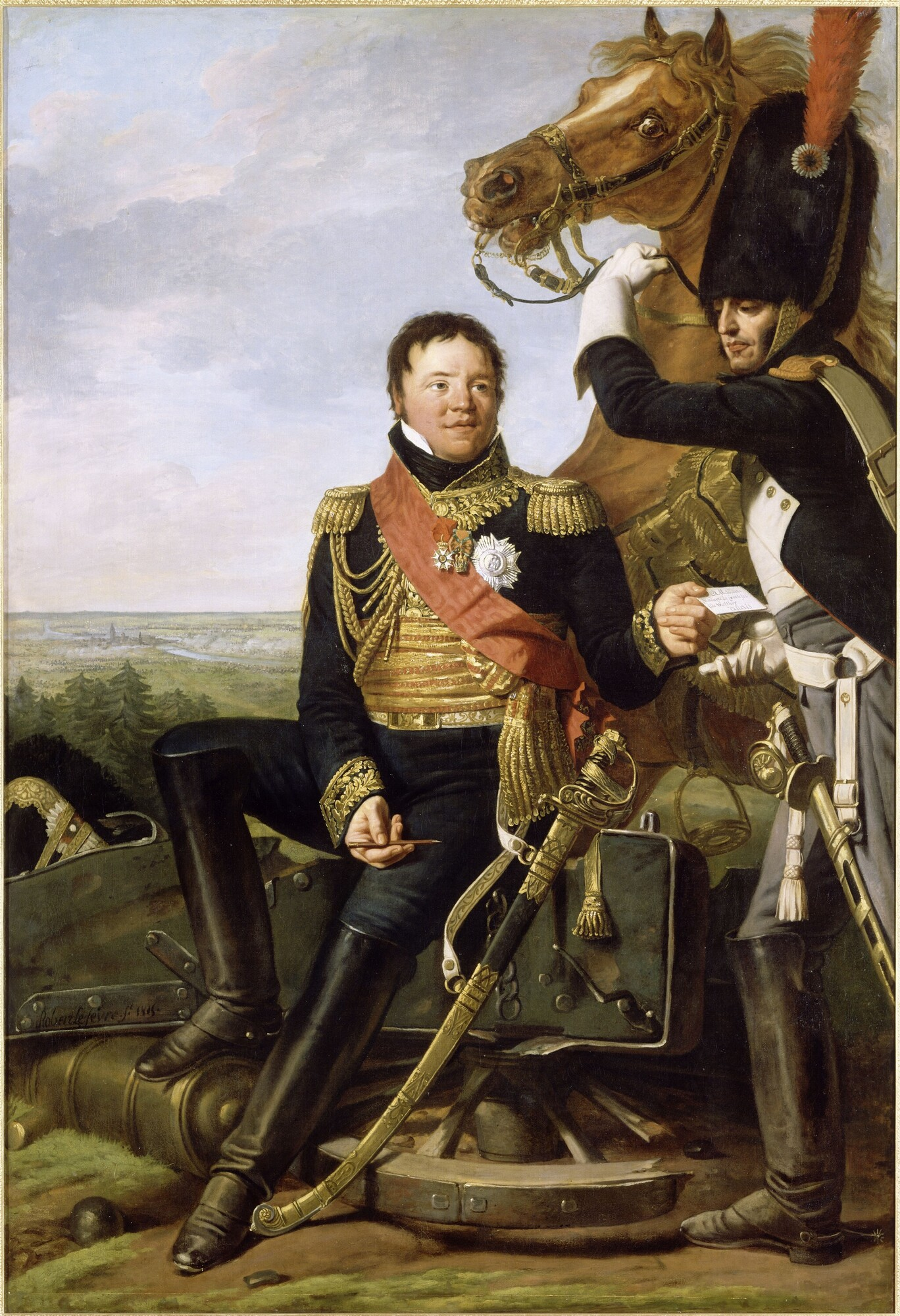
General Frédéric Henri Walther, aquí representado con un Grenadier à Cheval sosteniendo la brida de su caballo

A principios de 1809, el emperador llamó a su guardia al centro de Alemania para la Guerra de la Quinta Coalición. Estuvieron presentes en la batalla de Aspern-Essling, bajo el intenso fuego de la numerosa artillería austriaca, y vieron la lucha de su ejército para contener a un oponente muy superior. Cuando el propio Napoleón le arrancaron la bota con metralla, el general Frédéric Henri Walther, comandante de la caballería de la Guardia, amenazó al Emperador con hacer que sus granaderos le llevaran por la fuerza tras las líneas si se negaba a hacerlo voluntariamente. Este último cumplió pero tuvo que ordenar una retirada general del ejército a la isla danubiana de Lobau. Seis semanas más tarde, Napoleón volvió a cruzar el Danubio, esta vez logrando sacar una fuerza considerable, atacando a los austriacos en la llanura de Marchfeld. En la batalla de Wagram, los granaderos a caballo se mantuvieron en reserva durante el primer día de la batalla.
Sin embargo, el segundo día, el 6 de julio de 1809, los granaderos, con el resto de la caballería de la Guardia, fueron asignados para apoyar la columna de ataque masivo del general Jacques MacDonald. Después de un éxito inicial, MacDonald vio la oportunidad de derrotar a las tropas desordenadas que tenía delante y para ello solicitó una carga a la reserva de caballería del general Étienne de Nansouty, invitando a todos los demás comandantes de caballería del sector a hacer lo mismo. La caballería de la Guardia, sin embargo, no se movió y la oportunidad no se presentó.

### De regreso a la Península

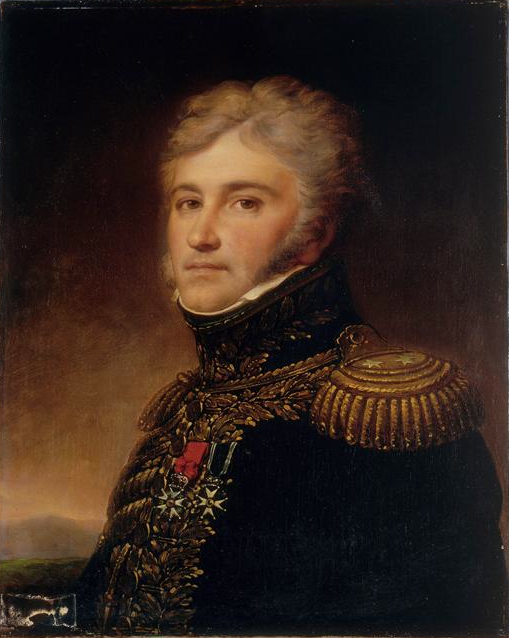
Retrato del General Louis Lepic, por Louis-Charles Arsenne.

Durante los dos años siguientes, unas pocas compañías del regimiento vieron el servicio activo, haciendo campaña en España, donde acompañaron a Bessières en el noroeste, este último debía apoyar al Ejército de Portugal de André Masséna. Masséna había estado ocupado asediando al general Wellington en Lisboa, pero no fue capaz de atravesar las Líneas de Torres Vedras y posteriormente se retiró a Almeida. Wellington cometió el crítico error de seguirle y el 5 de mayo de 1809 se encontró en una posición incómoda en la batalla de Fuentes de Oñoro. Masséna necesitaba todo el Cuerpo de Ejército de Bessières, si quería vencer a los anglo-portugueses, pero Bessières sólo aportó refuerzos simbólicos: unos cuantos escuadrones de dragones y granaderos, 800 hombres en total, bajo el mando del general Louis Lepic. A pesar de este contratiempo, Masséna explotó brillantemente una debilidad en la línea de Wellington y pronto pareció que los anglo-portugueses serían aplastados. El tiempo apremiaba y Masséna envió rápidamente a su joven ayudante de campo, Charles Oudinot, a buscar a Lepic y a la caballería de la Guardia, con órdenes de cargar inmediatamente, pero Oudinot pronto volvió a su comandante, diciendo que no podía ir a buscar a la caballería de la Guardia, porque Lepic sólo reconocía a Bessières como comandante y que no desenvainaría la espada sin su orden. Bessières no se encontraba en ninguna parte, lo que permitió al ejército de Wellington escapar intacto.

### Campaña Rusa
En 1812, la inminente erupción de la campaña rusa hizo que los Grenadiers-à-Cheval fueran retirados de España. Formaban parte de la 3.ª brigada de la caballería de la Guardia, contaban con 1166 hombres, repartidos en cinco escuadrones (los comandantes de escuadrón eran: 1.er escuadrón- Perrot, 2.º escuadrón - Mesmer, 3.er escuadrón - Rémy, 4.º escuadrón - Hardy, 5.º escuadrón - Morin). La primera parte de la campaña, de junio a septiembre, fue una marcha para la Guardia, la cual nunca se comprometió en batalla y pudo llegar al campo de batalla de Borodinó intacta. A pesar de las varias exigencias de los comandantes de campo franceses durante esta épica batalla, Napoleón I se negó a comprometer a la Guardia en una batalla tan lejos de Francia. Durante el gran incendio de Moscú, los Grenadiers-à-Cheval estaban acostumbrados a vigilar la ciudad, debido a su reputación de disciplina y alto nivel moral. A mediados de octubre, todo el Grande Armée comenzó a salir de la ciudad en ruinas y la retirada hacia Polonia sólo ofrecería acciones secundarias a los Grenadiers-à-Cheval, con la misión de asegurar la protección del Cuartel General Imperial. Las escaramuzas, el frío y las privaciones durante la retirada pasaron factura al regimiento y en el momento de la batalla de Berézina, el conjunto de Grenadiers-à-Cheval y Chasseurs-à-Cheval no pudo reunir más de 500 hombres para el combate a caballo, con varios centenares de desmontados.  Según el autor Stephen de Chappedelaine, el general Frédéric Henri Walther logró sacar a sus granaderos a caballo de Rusia con pocas pérdidas.

### Guerra de la Sexta Coalición

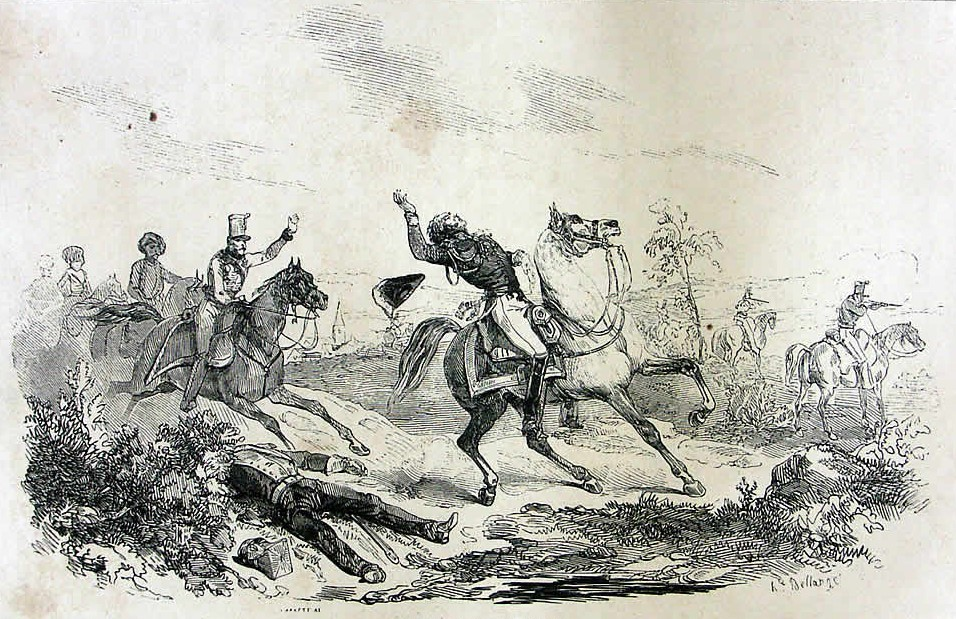
Muerte del Mariscal Bessières el 1 de mayo de 1813.

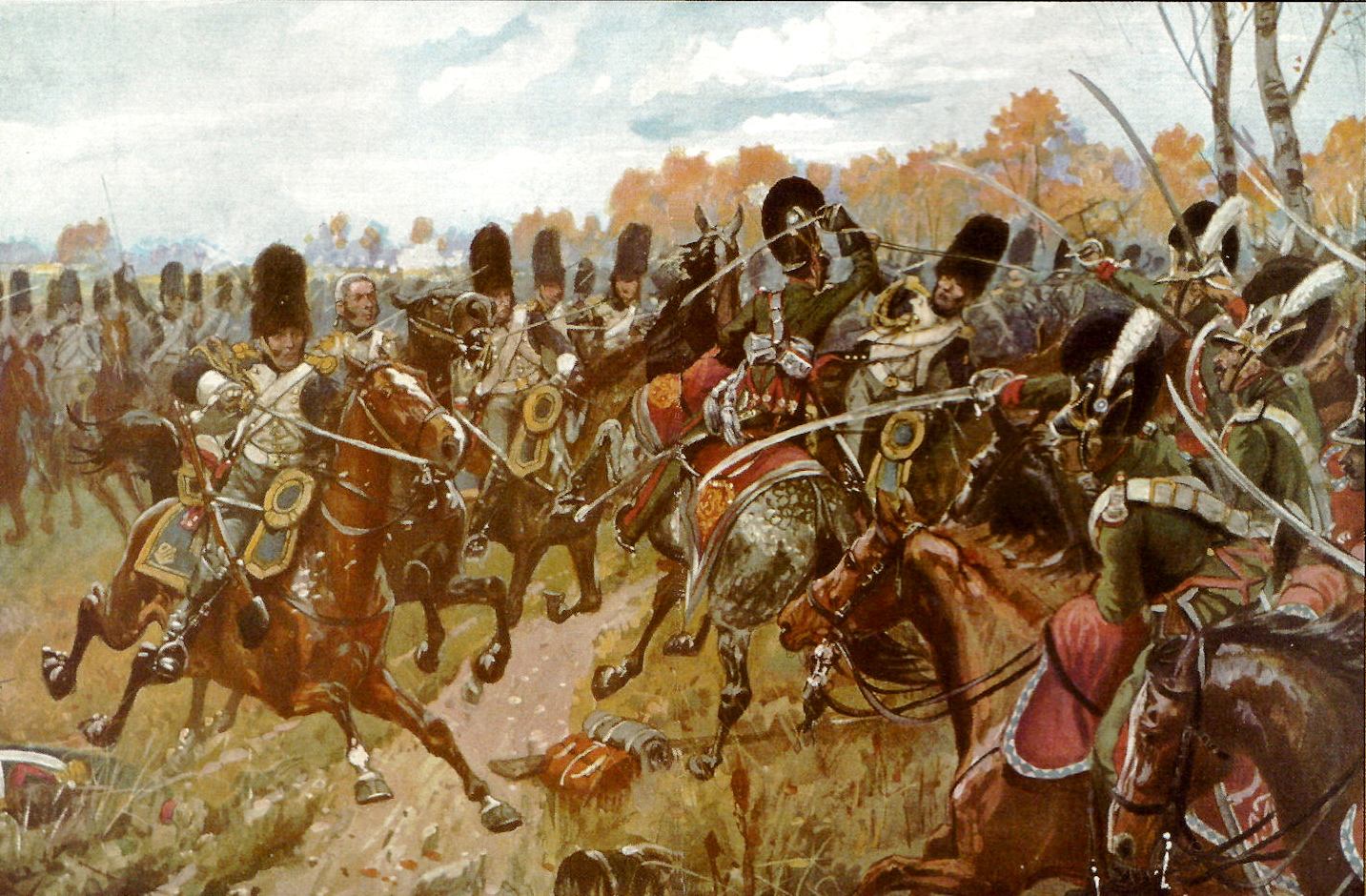
Carga de los Grenadiers-à-Cheval contra la caballería ligera bávara en la batalla de Hanau, 1813.

El regimiento tardó un tiempo en reformarse durante 1813 y sólo volvería a la acción en abril. Napoleón I los revisó en Erfurt el 27 de abril.
El regimiento vio una breve acción en la batalla de Dresde y se involucró en el apoyo a los guardias de a pie que tomaron el pueblo de Reudnitz, durante la batalla de Leipzig a finales de octubre. El próximo combate daría lugar en la batalla de Hanau. Mientras los austro-bávaros bajo el mando de Karl Philipp von Wrede intentaban bloquear la retirada del Grande Armée hacia Francia, Napoleón se vio obligado a comprometer a sus tropas de élite, arengando personalmente a los Grenadiers-à-Cheval mientras se preparaban para entrar en acción. Toda la Caballería de la Guardia cargó por escuadra, en columna y rompió una numerosa caballería enemiga, siguiéndola durante varios cientos de metros. Durante esta batalla, el coronel mayor del regimiento, el general Louis-Marie Lévesque recibió seis cortes de sable en el hombro y el brazo y el capitán ayudante mayor Guindey, famoso por haber matado al príncipe Louis Ferdinand de Prusia en la batalla de Saalfeld siete años antes, murió en acción.vEl 24 de noviembre de ese año, el comandante en jefe del regimiento, el general de división Frédéric Henri Walther murió repentinamente por agotamiento y enfermedad. Siendo reemplazado el 1 de diciembre por el general de división Claude Étienne Guyot, de 45 años de edad, y el mayor general de la división Étienne Marie Antoine Champion de Nansouty tomó el mando general de toda la Caballería de la Guardia.
Al año siguiente, la guerra continuó en suelo francés, con el ejército francés superado en número y con graves bajas. La Caballería de la Guardia, bajo el mando de Nansouty, fue llamada a la acción a menudo, combatiendo como una piedra angular de las estrategias de Napoleón contra los planes de la Coalición. Junto con otros regimientos de la Guardia, los granaderos lucharon en La Rothière y nueve días más tarde rompieron varias escuadras de infantería rusa de la fuerza del general Zakhar Olsufiev. En la batalla de Montmirail los granaderos aniquilaron dos brigadas rusas y en la batalla de Château-Thierry cargaron con éxito las baterías de artillería de la Coalición y dos días más tarde ayudaron a derrotar al ejército de Gebhard Leberecht von Blücher en la batalla de Vauchamps. Luego participaron en varias acciones, incluyendo las principales en Reims y Craonne, donde derrotaron a varias escuadras enemigas. Durante esta batalla, el comandante (major) de los granaderos, el general Lévesque de Laferrière, fue herido por una bala y se le arrancó una pierna. Su última acción de la campaña se libró en Méry-sur-Seine, donde capturaron un equipo de pontones del "Ejército de Bohemia" enemigo.

### Restauración Borbónica y Guerra de la Séptima Coalición
Después de la abdicación de Napoleón y la Restauración Borbónica, los granaderos fueron enviados a Blois, por orden real. Según esta ordenanza, fechada el 12 de mayo, debían ser reorganizados en un "Cuerpo de Coraceros Reales de Francia". Su complemento fue fijado por la ordenanza del 21 de junio, que establecía que el Cuerpo debía ser de 42 oficiales y 602 hombres, divididos en escuadras de dos compañías. Sin embargo, con el regreso de Napoleón al poder a finales de marzo de 1815, los granaderos recuperaron su antigua organización y rango en el ejército. Con el comienzo de la Guerra de la Séptima Coalición, los granaderos fueron incluidos en una división de Caballería Pesada de la Guardia, junto con los Dragones de la Guardia Imperial. Su único enfrentamiento tuvo lugar en la Batalla de Waterloo. Las cargas de los granaderos sufrieron pérdidas cuantiosas: perdiendo al mayor Jean-Baptiste-Auguste-Marie Jamin, muerto por metralla británica cerca de una plaza de la Coalición, dos tenientes (Tuefferd y Moreau) y otros dieciséis oficiales heridos. Waterloo fue el último enfrentamiento de esta unidad, disuelta por los Borbones después de su Segunda Restauración a finales de 1815.